# Kazahsztán hadereje

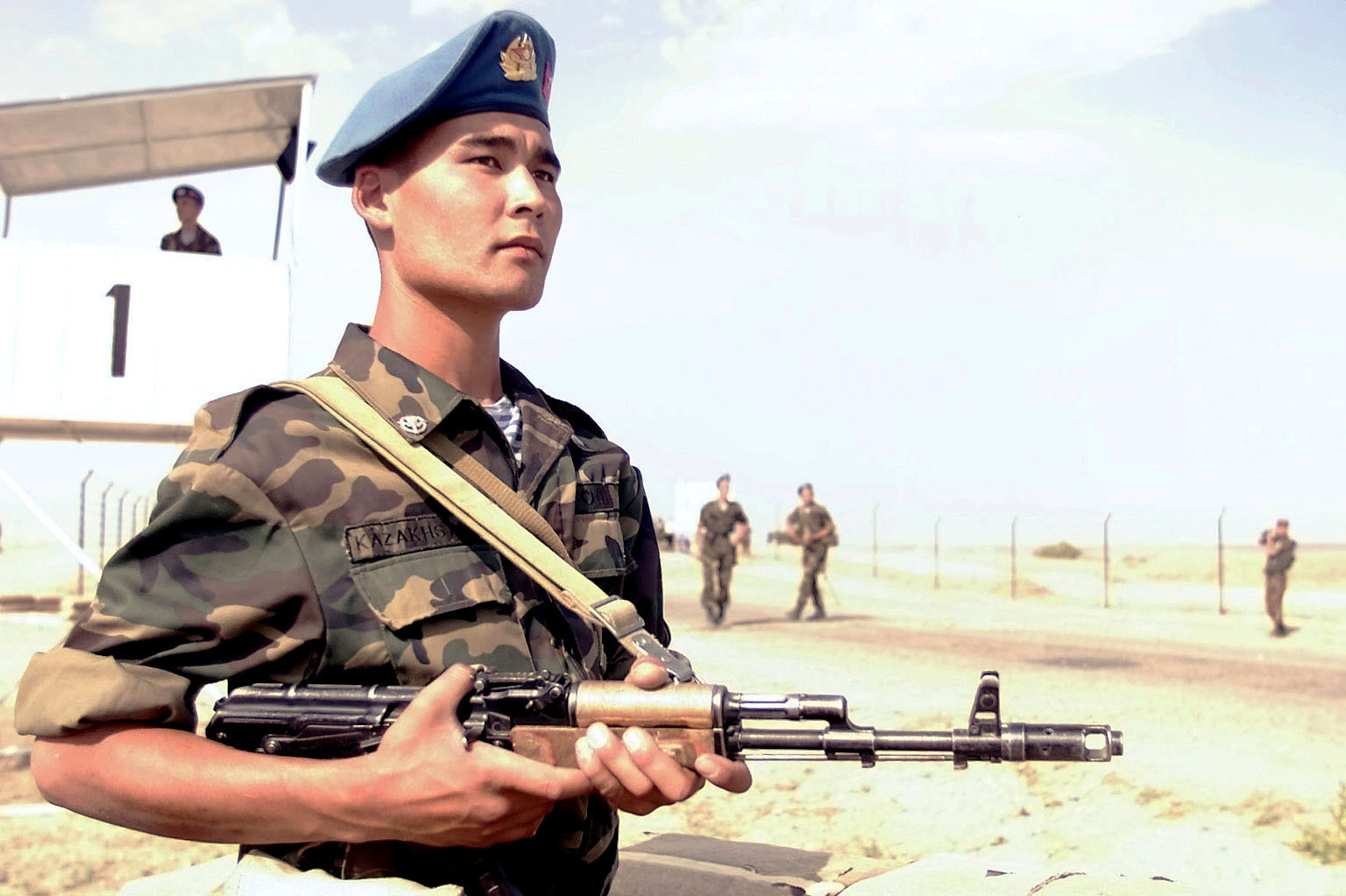
Kazah katona

Kazahsztán hadereje a szárazföldi erőkből és a légierőből áll.

## Fegyveres erők létszáma
- Aktív: 60 000 fő
- Szolgálati idő a sorozottaknak: 31 hónap
- Tartalékos: 237 000 fő

## Szárazföldi erők
Létszám
41 000 fő
Állomány
- 2 gépesített hadosztály
- 3 gépesített lövészdandár
- 3 tüzérdandár
- 1 kiképző központ
- 1 légideszant-dandár
- 1 rakétadandár

Felszerelés
- 980 db harckocsi  (T–72)
- 140 db felderítő harcjármű (BRDM)
- 1500 db páncélozott gyalogsági harcjármű (BMP–1, BMP–2, BRM–1)
- 770 db páncélozott szállító jármű (BTR–70, BTR–80)
- 668 db tüzérségi löveg: 505 db vontatásos, 163 db önjáró
- 12 db rakétaindító

## Légierő
Létszám
19 000 fő
Állomány
- 2 vadászrepülő-ezred
- 3 közvetlen támogató ezred
- 1 felderítő ezred

Felszerelés
- 164 db harci repülőgép (MiG–25, MiG–29, MiG–31, Szu–24, Szu–25, Szu–27)